# Nuestra Señora de las Misericordias de Bolívar
Nuestra Señora de las Misericordias o también denominada simplemente como la Virgen del Cerro, es una imagen bajo la advocación de la Piedad de la Virgen María con Jesús en sus brazos, venerada en el municipio de Bolívar, al sur del departamento del Cauca, en Colombia. Se la considera como la santa patrona tanto del pueblo como de los corregimientos, veredas y caseríos pertenecientes a la localidad, también de cada uno de sus habitantes del municipio y de los oriundos que viven en otras partes del país.
Desde su aparición en los años 60 del siglo XX en el Cerro Tutelar de Bolívar y el posterior arribo de su imagen, se le ha considerado una advocación muy milagrosa. Por lo que a su festividad celebrada el último domingo del mes de agosto son consideradas las fiestas patronales de Bolívar, llegando cientos de personas hasta la cabecera para ser partícipes de las celebraciones religiosas y culturales en torno a la Virgen del Cerro.

## Historia

### Antecedentes

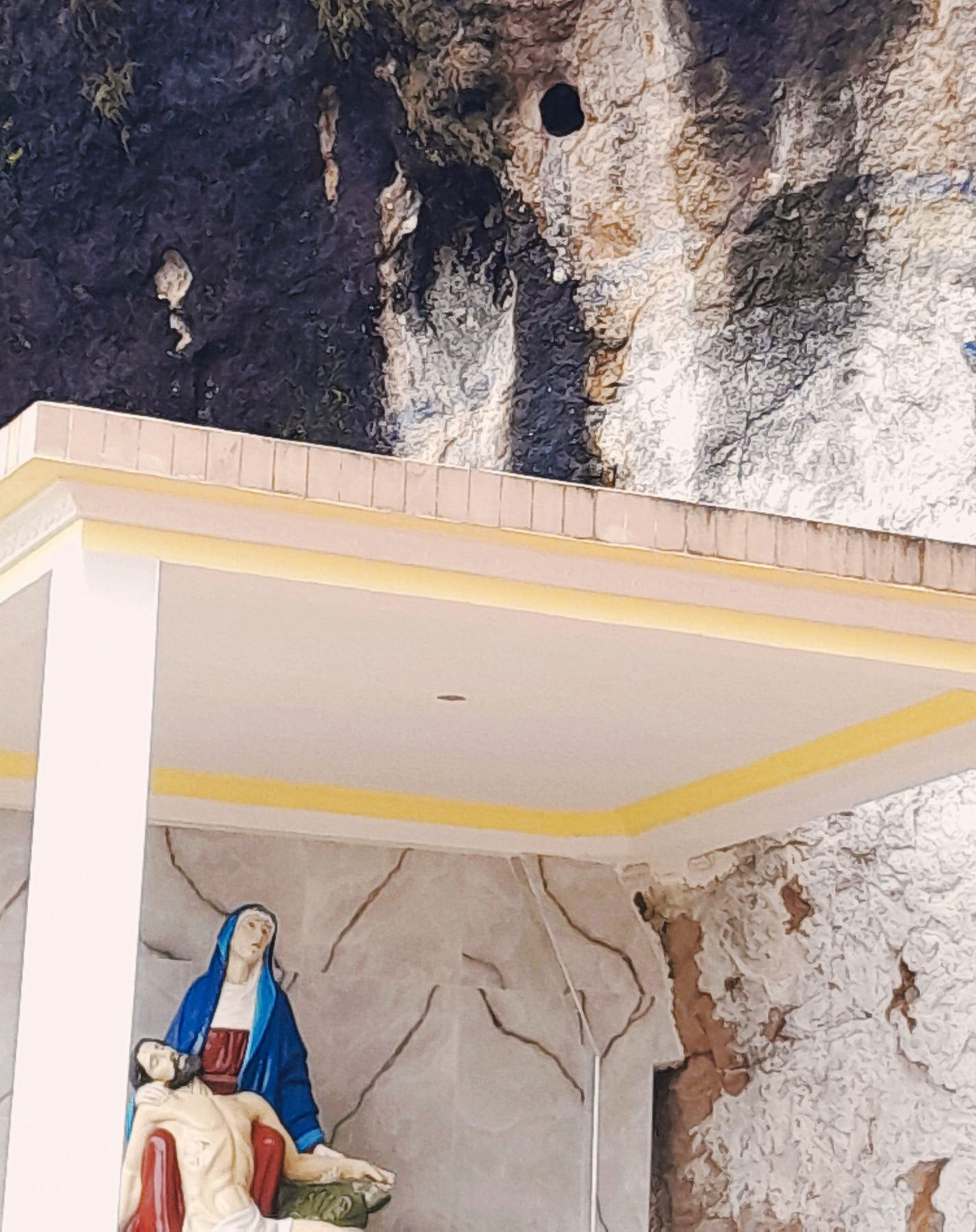
Gruta de la aparición de la Virgen de las Misericordias (Encima del templete, en el orificio mayor)

La historia popular narra que hacia el año 1928 un señor llamado Federico Soleto ya había avisado sobre la existencia de una posible aparición mariana en lo alto de las peñas del boscoso cerro hasta entonces poco explorado. Sin embargo la población en general no le dieron crédito a su relato debido a que él padecía de epilepsia y perturbaciones mentales. Por lo que sus familiares un día decidieron ascender la montaña junto a él, separándose del grupo en un descuido y adentrándose en el bosque se escuchó seguidamente su voz exclamando a la Virgen que lo perdonara de sus pecados y lo librara de su enfermedad, reencontrándose con los suyos con un semblante tranquilo. 
Al conocer esto, uno de los médicos que atendían en el hospital de San Antonio de Bolívar quien acostumbraban ir de caza por la zona, atraído por la curiosidad decidió escalar el cerro hasta el lugar de la supuesta aparición, verificando la existencia de una faz semejante a la de una Virgen María en la gruta de uno de los peñascos, no obstante el doctor prefirió guardar silencio sobre el hallazgo.

### Milagrosa Aparición
No fue sino hasta el mes de agosto del año de 1965, cuando un grupo de amigos conformado por Luis Felipe Gómez Dorado, Manuel Zúñiga Quintero apodado ''El Negro'', Silvio Dorado apodado ''El Mulato'', Argemiro Burbano “Chivirolo”, entre otros. Arribaron al cerro de Bolívar con el fin de cazar, explorar y excursionar aquellos parajes poco conocidos hasta entonces.
Se cuenta que fue don Luis Felipe quien avistó a la silueta semejante a la de una Virgen sentada con un cristo muerto en su regazo dentro un orificio en lo alto de los peñascos, dando inmediato aviso a sus compañeros de excursión, corroborando todos aquel prodigio. La noticia de la aparición se extendió por todo el pueblo y sus alrededores, comenzando a arribar multitudes de fieles en peregrinaciones que subiendo las empinadas laderas del cerro llegando a constatar lo sucedido y pidiendo a la Madre de Dios sus peticiones particulares implorando su intercesión.

### Llegada de la Imagen

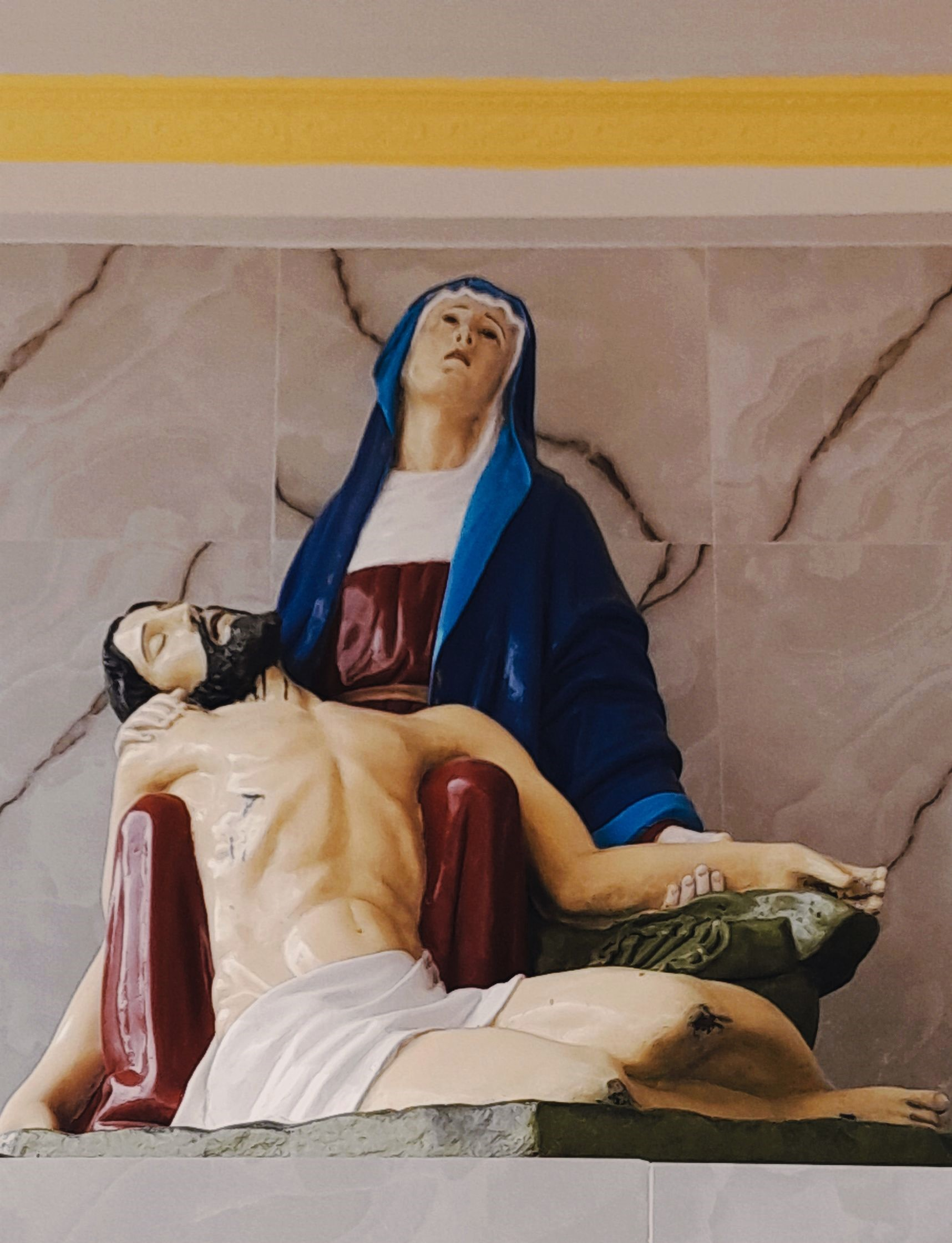
Imagen de la Virgen del Cerro, traída desde Medellín en los años 60.

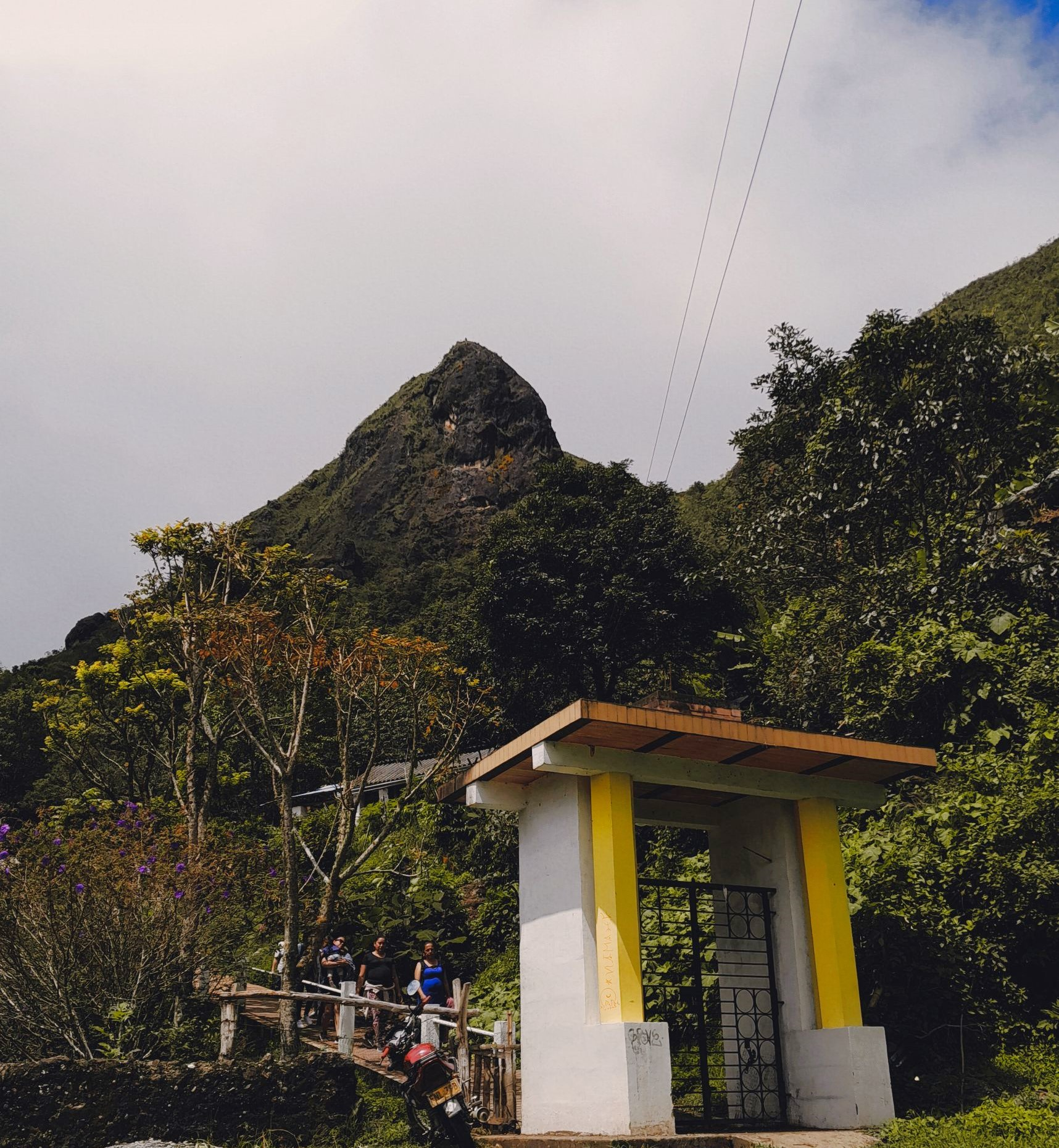
En lo alto del cerro, fue el lugar de la aparición de Nuestra Señora de las Misericordias

El cura párroco de aquel entonces Hernán Gentil Burbano Zúñiga no desvirtuó o confirmó lo sucedido al ser notificado del prodigio, sin embargo dio aviso al Arzobispo de Popayán de esos años quien era Monseñor Miguel Ángel Arce Vivas quien autorizó el culto de la advocación con el fin de salvaguardar y fortalecer la fe de la feligresía bolsiverde. Trayendo desde la ciudad de Medellín en el año de 1966, una hermosa imagen semejante a las descripciones físicas que describía el boceto hecho por el artista pastuso Miller Martinez, desde su llegada al municipio fue objeto de una gran veneración y cariño por toda la comunidad católica de Bolívar quienes la comenzaron a denominar con la advocación de Nuestra Señora de las Misericordias o simplificándolo como Virgen del Cerro.
Siendo posteriormente proclamada por mandato popular como la Santa Patrona del pueblo y sus comunidades aledañas, compartiendo este título con la Santísima Trinidad quien fuese desde la fundación de la parroquia, la advocación protectora del antiguo El Trapiche (actual Bolívar).

### Templete

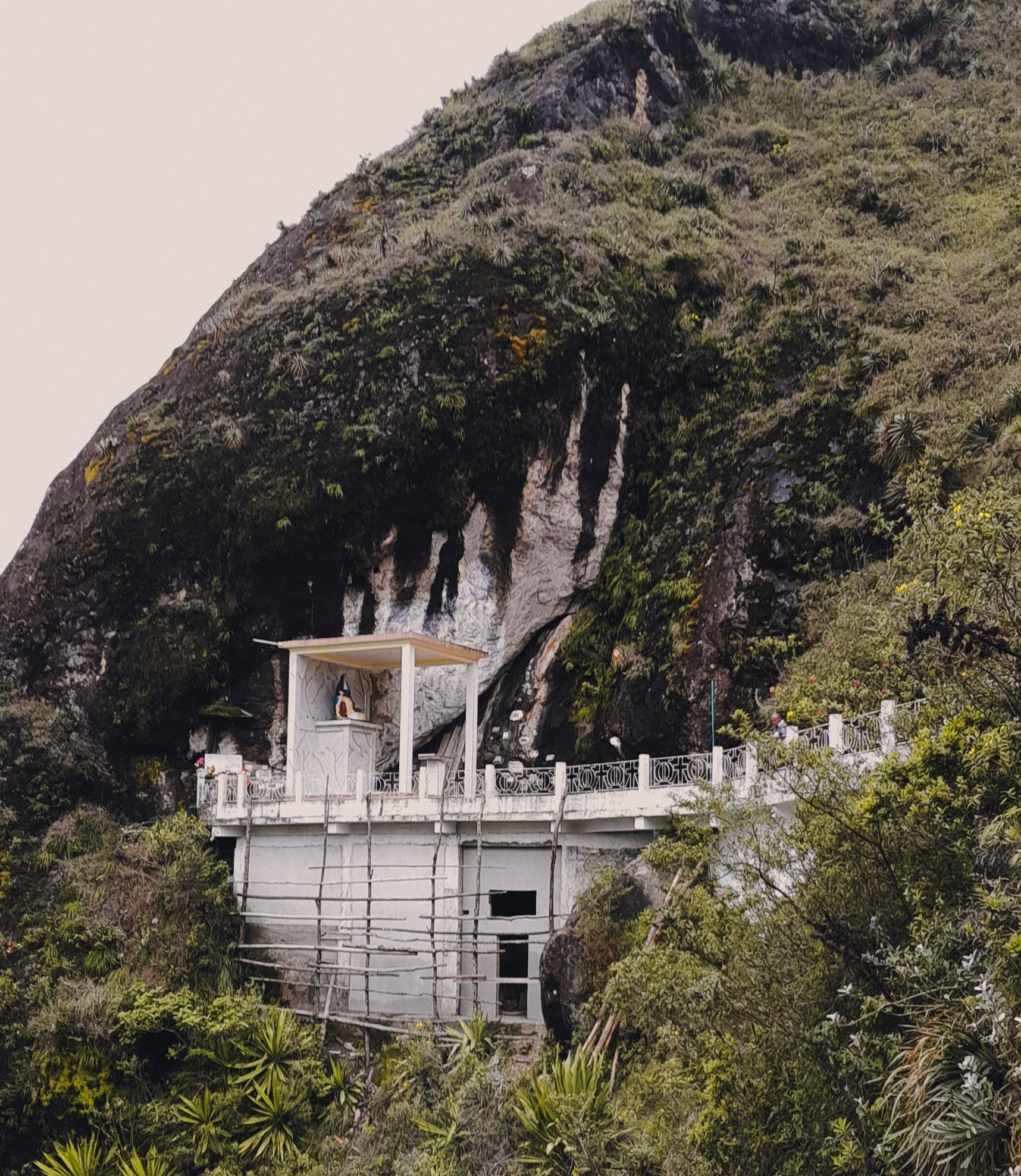
Templete actual de Nuestra Señora de las Misericordias en el Cerro

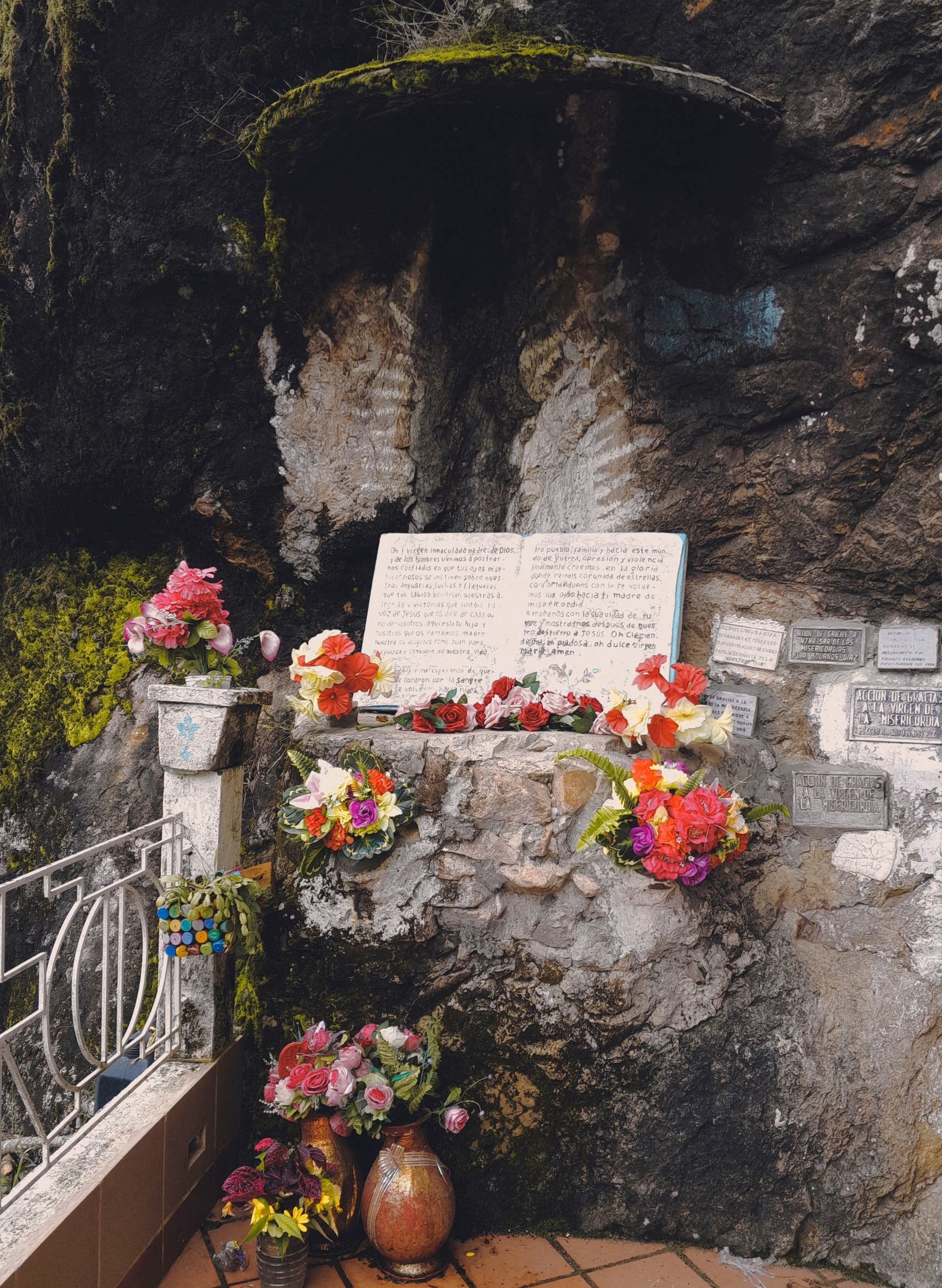
Primer lugar donde se veneró la imagen de la Virgen del Cerro

Con el fin de acoger a las inmensas multitudes de devotos que iban aumentando conforme a las noticias de la aparición y milagros de la Santísima Virgen se extendían por toda la región, se vio la necesidad de construir un recinto digno para la veneración de la imagen, por lo que se inició el recaudo de dinero y ayudas para la obra, por medio de actividades comunales como la venta de empanadas, recolección de limosnas, ferias, bingos o rifas y con la formación de un comité para la realización de la Fiesta del Cerro.
Mención especial a varios de los miembros del comité (algunos ya descansan en paz): Luis Felipe Gómez Dorado y familia, Arturo Samboni y Señora, Daniel Piamba y Señora, Libardo López Burbano y familia, Diego Ruiz y Señora, Olivia Rendón, Carlos Gómez, Emigdio Cruz Pareja, Jesús Antonio Zúñiga Daza, Ricardo León Quintero, Gonzalo Cajas, Bernardo López, Florencio Delgado, Gilberto Joaquín, entre otros.
Con lo recaudado se iniciaron las obras que tiempo después quedaron finalizadas, culminando en una plataforma anclada al peñasco y suspendida sobre el acantilado que funge como plazoleta y donde se levantó un lugar de celebraciones litúrgicas para la Fiesta del Cerro. Consistía en un altar flanqueado por dos columnas que sustentaban un techo plano, mientras que a la izquierda se hizo una hornacina donde se depositó a la virgen, sitio en el que permaneció hasta que tras ser víctima de varios episodios vandálicos, se decidió restaurarla y colocarla sobre el tejado del templete, justo debajo del orificio-gruta donde se halla la silueta aparecida originalmente.

### Sendero Peatonal

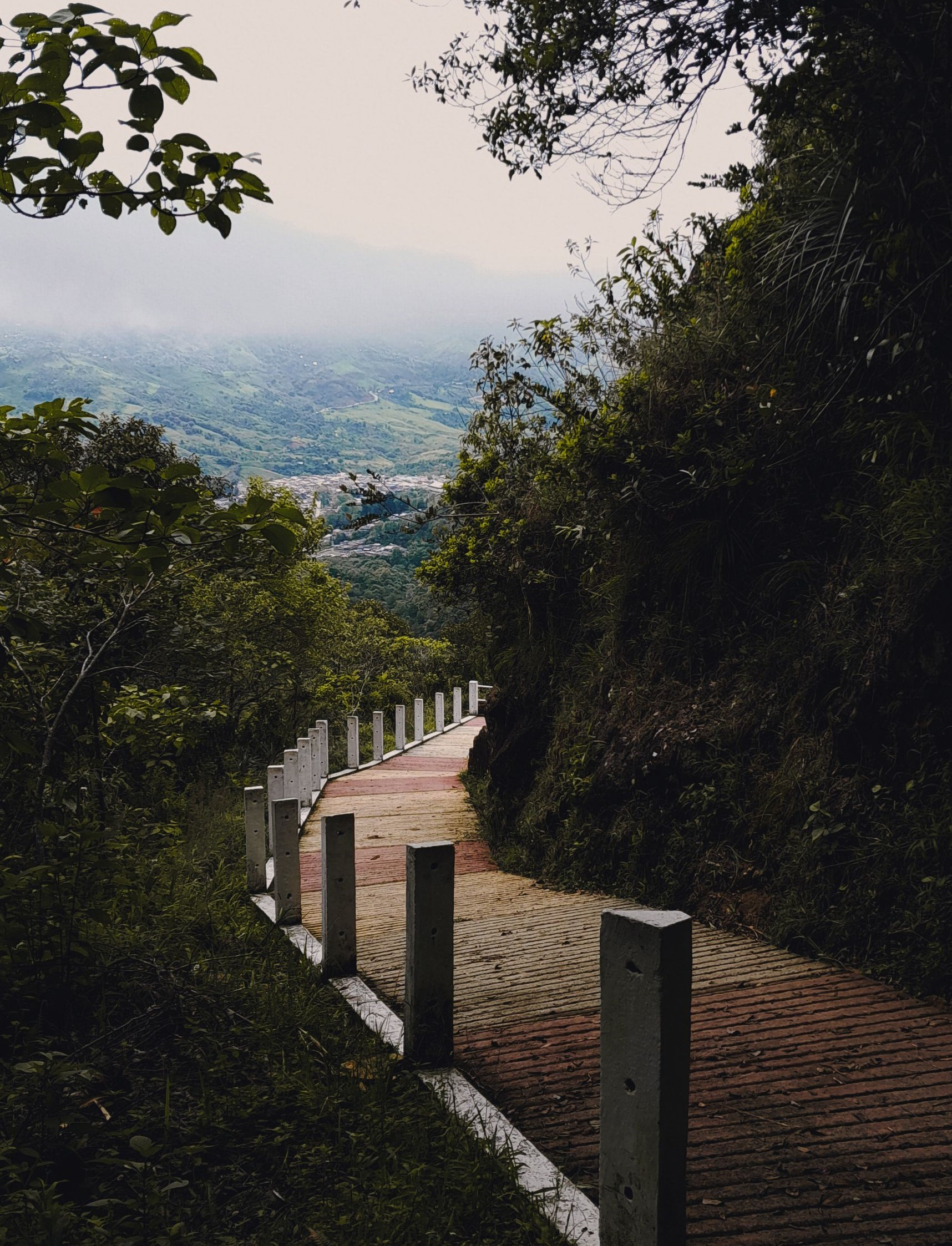
Sendero durante el tramo del zigzag

Entre el templete y la base del cerro se fue formando con el tiempo un rústico camino con el trajín de los fieles que ascendían y descendían de la cima, esto consistía de un riesgo para los feligreses al exponerse a tramos lisos, escarpados que daban paso a accidentes, por lo que surgió la idea de construir un digno sendero peatonal para los visitantes, sin embargo esta idea no se concretó hasta comienzos del siglo XXI.
Con el fin de motivar las visitas al cerro tutelar y promover el turismo, el comerciante Jaime Francisco Quiñónez Gómez y familia propuso construir un sendero peatonal con un nuevo templete, siendo respaldados por la fundación Edén Multicolor. La idea recibió el beneplácito de la comunidad que con aportes, teletón, banquetes y fiesta de la colonia en Popayán, se pudo captar recursos con los cuales se cumplió el primer objetivo como lo es el sendero peatonal que tiene una longitud aproximada a los 800 metros que se concluyó hacia fines de la década de los 2010.
El sendero contiene en todo su recorrido de varias paradas de miradores que hacen más agradable el trayecto, como:
1. Primera parada: Debajo de una inmensa piedra se halla una piedra laja donde fue pintada Nuestra Señora de las Misericordias
2. Segunda parada: Sobre la enorme piedra antes mencionada, fue puesta una imagen del Sagrado Corazón de Jesús con sus manos extendidas hacia el municipio de Bolívar, este lugar sirve como buen mirador.
3. Tercera parada: En una roca saliente del desfiladero está un Ángel con una trompeta apuntando hacia el templete, dando la ilusión de estar anunciando la aparición de la Virgen, desde aquí se tiene unas maravillosas vistas de todo el pueblo y sus alrededores.
4. Cuarta parada: Es un arco triunfal que indica la mitad del recorrido y el inicio de un sinuoso zigzag hasta el templete.

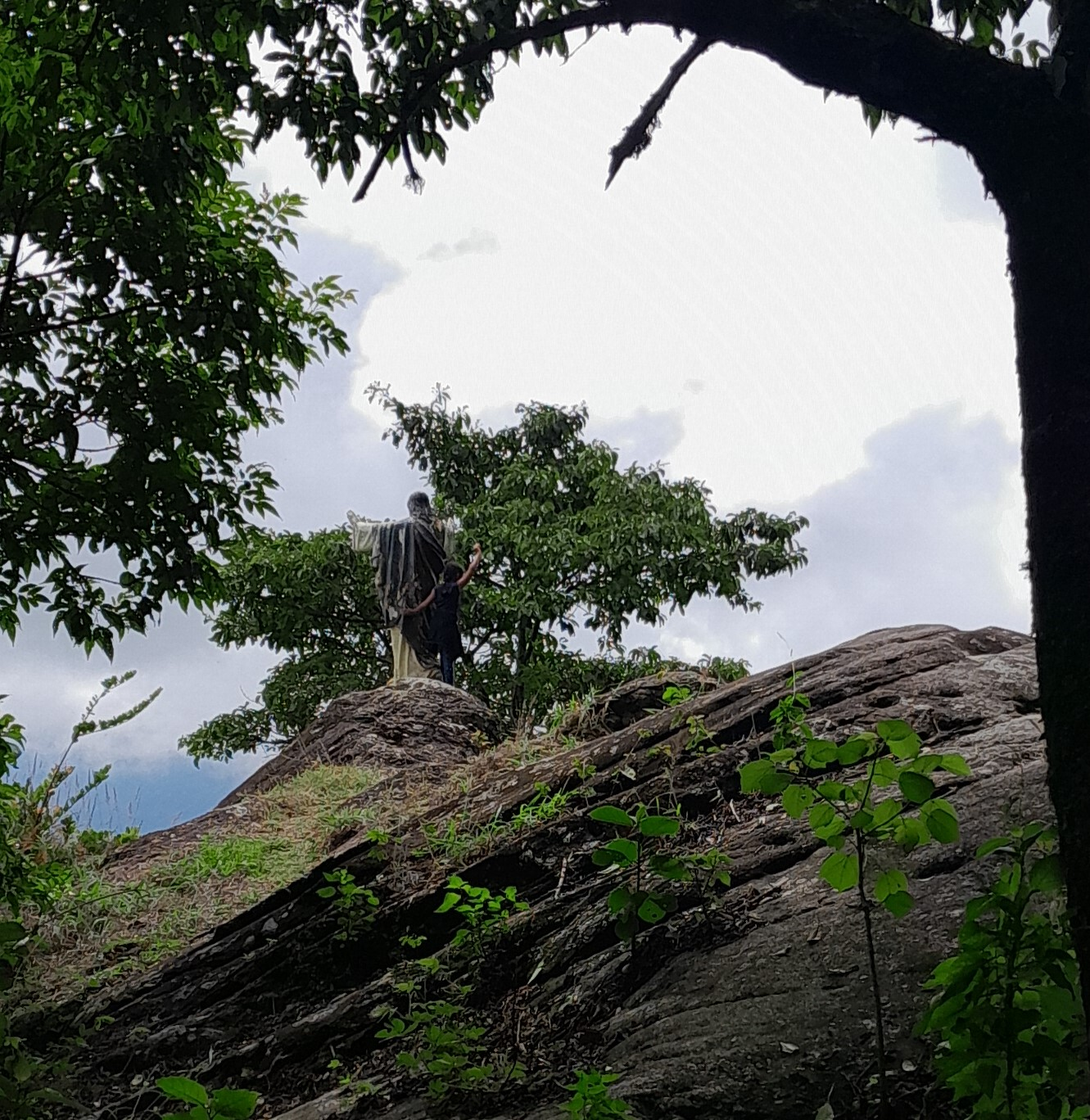
Segunda parada, Sagrado Corazón de Jesús sobre una roca
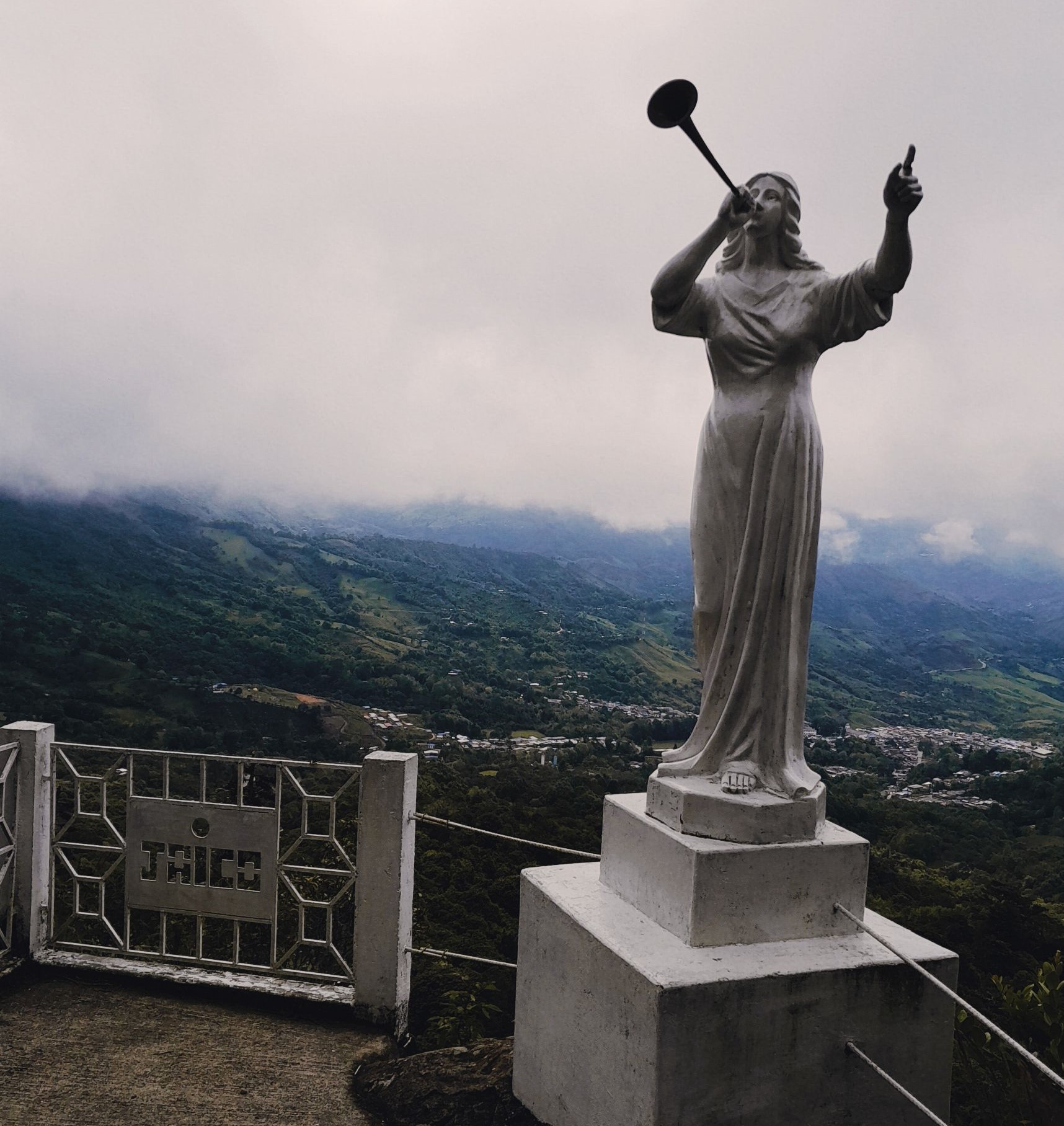
Tercera Parada, Ángel trompetista y mirador
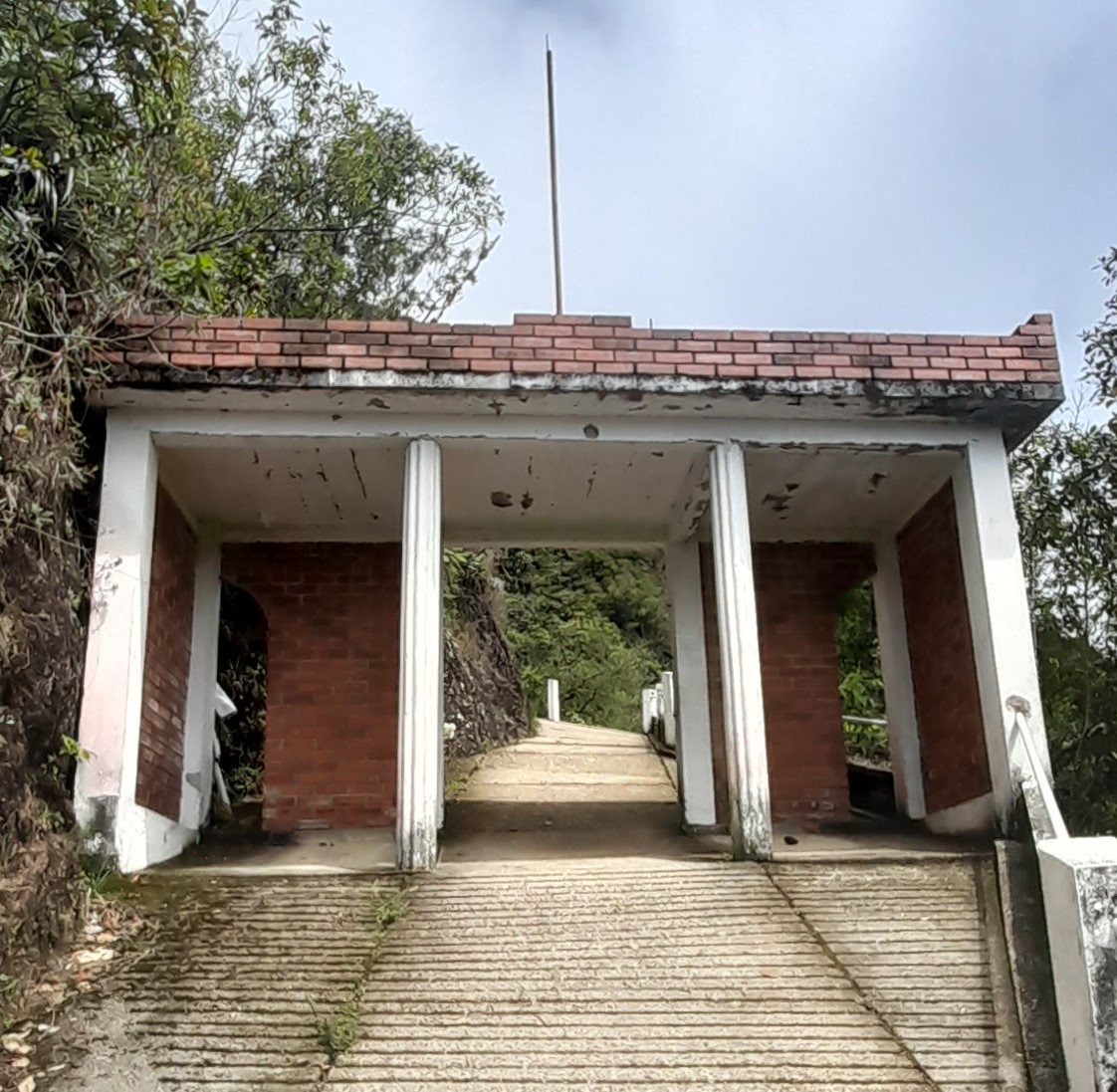
Cuarta y última parada, Arco del Triunfo que conduce al zigzag y al Templete

Completada esta primera etapa se dio inicio a la erección del nuevo santuario por lo que la imagen de Nuestra Señora de las Misericordias fue sustraída y llevada solemnemente a la Parroquia de la Santísima Trinidad en el pueblo, algo nunca antes visto. Sin embargo a causa de la pandemia mundial se detuvieron en seco los trabajos, solo siendo continuados cuando las restricciones nacionales fueron levantadas.
Quedando por el momento terminado un nuevo templete más alto que abarca la imagen y que quedó situada sobre un pedestal de ladrillo frente al cual se levantó la mesa del altar, todo cubierto por un techo plano, actualmente se están realizando las obras de las bases de la plataforma para su reforzamiento, sobre todo durante las fiestas patronales.

## Fiesta Patronal

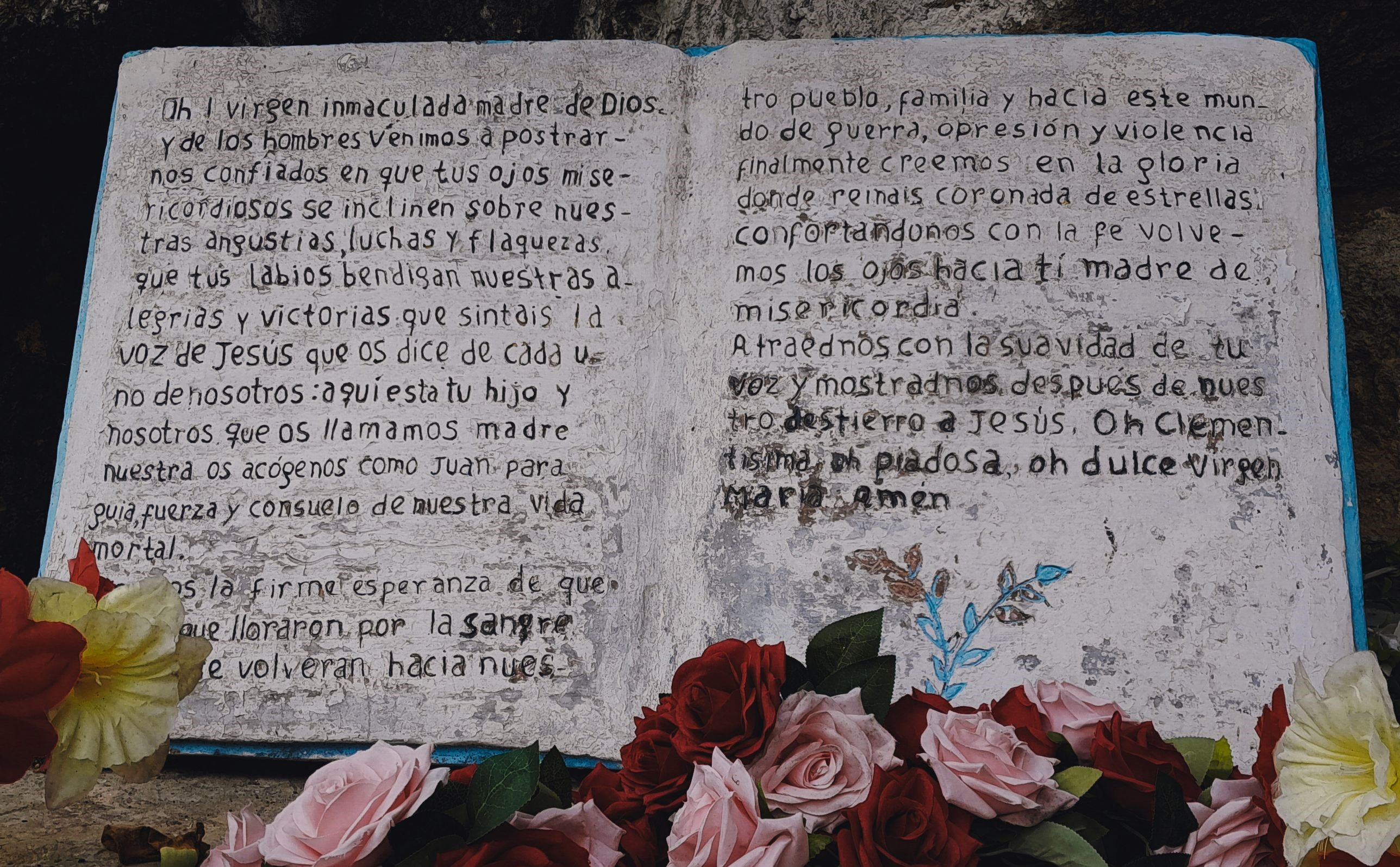
Libro con la Oración de Nuestra Señora de las Misericordias

Considerada como la segunda fiesta más importante del municipio, por detrás de los Carnavales de Negros y Blancos celebrados en enero. Se realiza en torno al último domingo del mes de agosto que es el día central, aunque está fecha no es constante y puede variar de acuerdo a la circunstancia. Consiste en la realización de una novena, nueve días antes del domingo en la iglesia de la Santísima Trinidad después de la misa del atardecer a la que acude una gran multitud de fieles, con este motivo se arregla la parroquia con una réplica de tamaño natural de la original, mientras que otra imagen de dimensiones reducidas se utiliza para ser sacada en procesión por las calles del pueblo, sobre todo durante el sábado que son las vísperas.

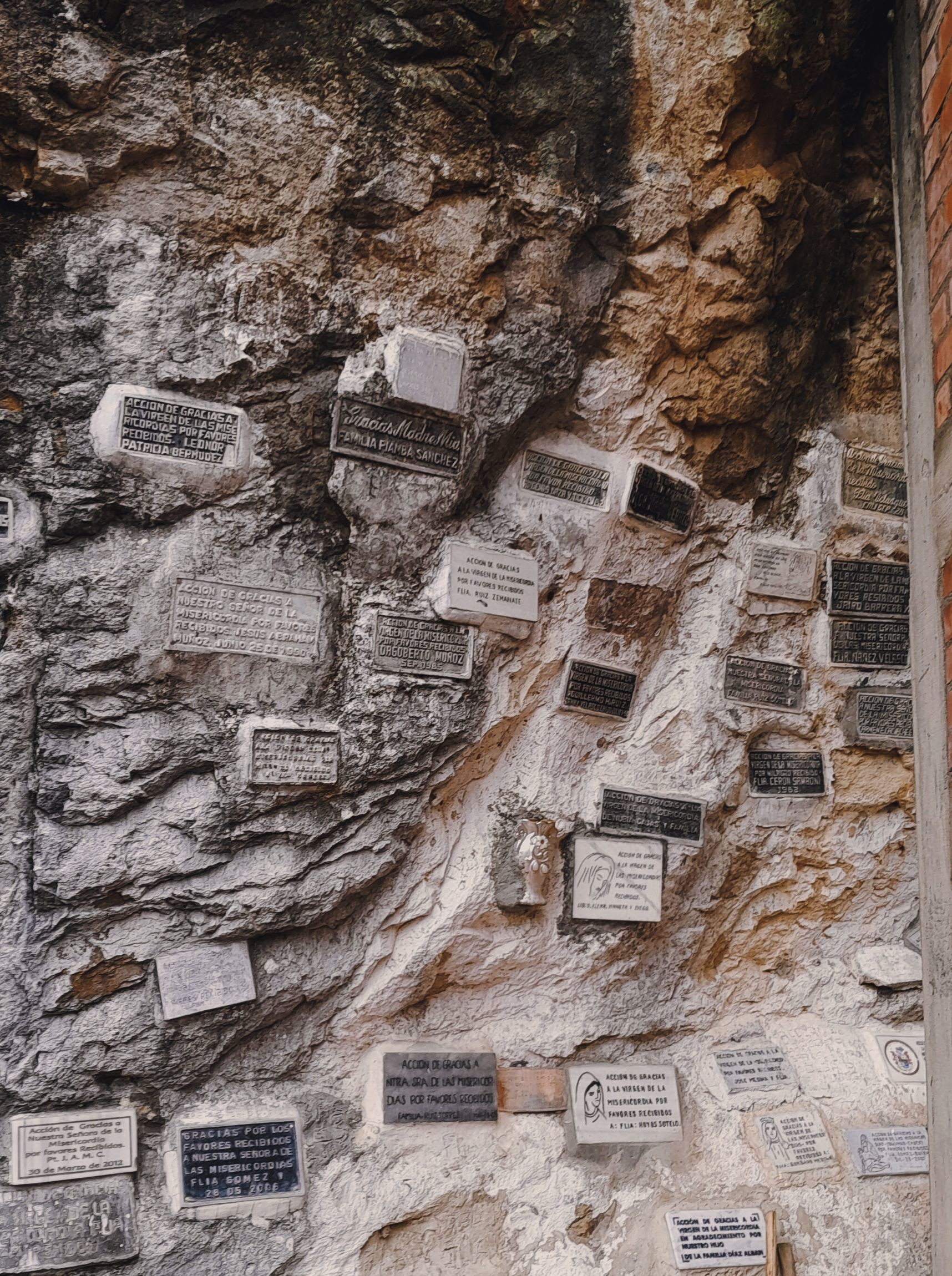
Placas de acciones de gracias por favores recibidos a Nuestra Señora de las Misericordias

Durante el novenario, cada día se le encarga su realización a cada barrio, corregimiento o vereda, además se instala sobre el cerro una gran ´'M'' de María hecha con bombillos eléctricos que es visible por las noches gracias a la existencia de una planta eléctrica. Mientras que en el Parque Los Fundadores se suelen hacer varios actos culturales alentados por la Alcaldía. Además de llenarse todo el pueblo de puestos de venta ambulantes con infinidad de mercancías para la venta de propios y turistas que arriban a Bolívar por las fiestas
En la noche de las vísperas tras la finalización del novenario y la procesión se da paso a la quema del denominado ''Castillo'' en el Parque Los Fundadores que es una torre de fuegos pirotécnicos (que es muy tradicional en el sur del Cauca para las fiestas patronales) y mientras esta arde, la pirotecnia da varios espectáculos visuales que develan al final la imagen de Nuestra Señora de las Misericordias, un acto presenciado tanto por propios como turistas.
El Domingo desde muy tempranas horas de la madrugada se dan las enormes romerías de fieles que trajinan algunos a pie, otros en trasporte vehicular hasta la base del cerro, donde se agolpa el comercio y se instalan varios puestos de comida para la atención de los visitantes. En la cima, los fieles aguardan las distintas celebraciones eucarísticas que las realiza el párroco de Bolívar, siendo la de las 11 a. m. la más solemne de todas y donde acuden más cantidad de fieles, con este motivo el templete es adornado de acuerdo a la ocasión con telas y diversos arreglos florares. 
Tras la conclusión de las misas en el cerro se dan por finalizadas las Fiestas Patronales del Cerro, que son la festividad religiosa más importante del municipio, atrayendo una gran cantidad de turistas y siendo un motor económico importante para la región.